# NTSC

Sistema de codificação televisiva por nações. Países usando o sistema NTSC são mostrados em verde. (século XX)

NTSC é o sistema de televisão analógico em uso nos Estados Unidos, na maioria dos países da América (o Brasil, com sistema padrão PAL-M, é uma das exceções que não utilizam esse sistema), em alguns países do leste asiático e também utilizado na reprodução em DVDs players. Recebeu o nome do National Television System(s) Committee (Comitê Nacional do(s) Sistema(s) de Televisão), a organização representativa do setor, responsável pela criação deste padrão.

## O Sistema de Transmissão NTSC
O sistema NTSC fornece 525 linhas e 29,97 fotogramas por segundo. Esses 29,97 fotogramas de vídeo por segundo são formados por 59,94 campos de vídeo por segundo. O sistema de 59,94 campos do padrão NTSC baseia-se no ciclo de 60Hz do sistema elétrico utilizado nos países que usam esse sistema. Já nos países onde o sistema elétrico tem ciclos de 50 Hz, foi preciso desenvolver ou adotar sistemas de televisão compatíveis, isto é, de 50 campos por segundo. O NTSC tem uma relação de aspecto de 4:3. A exibição das imagens é feita por varredura entrelaçada.

## Fases de Sinais no NTSC
No NTSC-M a crominância é transmitida em 3,579545 MHz acima da portadora de vídeo (no PAL-M 3,575611 MHz). O burst tem fase fixa em 180º,(R-Y) em 90º (ambos não fazem alternância de fase linha a linha como no sistema PAL) e (B-Y) em 0º.

## Fases de Q e I no NTSC
Embora o receptor separe a crominância em (R-Y) e (B-Y), a transmissão usa como componentes de cor Q e I, que são obtidas das combinações: Q= 21%R - 52%G + 31%B e I= 60%R - 28%G - 32%B. Apesar desta diferença de componentes na transmissão, o mesmo demodulador (B-Y)/(R-Y) conseguirá demodular Q e I, isso porque nos dois pares há 90º de defasagem entre as componentes. Quanto às demais características (número de linhas, sincronismo horizontal e sincronismo vertical e etc.) são iguais no NTSC e no PAL-M. Entretanto, em outros padrões como no PAL-N, há diferenças. A desigualdade deriva do padrão (M, N, G) e não do sistema (NTSC, PAL).

## Estágios de Cor no NTSC
O sinal de crominância é injetado diretamente nos demoduladores (B-Y) e (R-Y). Para a demodulação basta o sincronismo com a portadora 3,58 MHz fornecida pelo oscilador, defasada 90º para (R-Y) e sem defasagem para (B-Y). A saída dos demoduladores é (B-Y) e (R-Y) na faixa de 0 a 0,5 MHz, sem qualquer problema de alternância. O separador de burst filtra o burst durante o apagamento horizontal, enviando-o para o AFPC (Automatic Frequency and Phase Control - Controle Automático de Frequência e Fase), sincronizando o oscilador a 3,58 MHz com o burst. Ainda no AFPC é gerada para o inibidor uma tensão indicativa da presença ou não de burst, para transmissão a cores ou preto e branco. De acordo com esta tensão o inibidor corta o amplificador de crominância (transmissão preto e branco), ou não (transmissão a cores). O CAG (Controle Automático de Ganho) recebe uma amostra do burst e de acordo com sua amplitude altera o ganho do amplificador de crominância, estabilizando o nível do sinal amplificado. Como a matiz das cores no NTSC é muito instável, sendo facilmente alterado por interferência na transmissão, os receptores deste sistema dispõem de um controle acessível ao telespectador (Controle de Cor) que corrige a fase do oscilador com 3,58 MHz.

O sistema PAL foi criado para resolver o problema da variação de cor do sistema NTSC. Algumas pessoas interpretavam a sigla como significando Never Twice the Same Color (Nunca a mesma cor duas vezes), questionando a qualidade e a estabilidade do sistema em relação ao sistema PAL.